# أسد ملحم جمال
أسد ملحم جمال (18 سبتمبر 1895 - 21 أبريل 1963) ضابط وسياسي وكاتب لبناني. ولد في عبيه، تلقى علومه الأولية في المدارس المحلية ثم في المدرسة الحميدية في كفر متى، ثم انصرف إلى العمل واستوطن بيروت سنة 1912. تطوع في سلك الدرك في 1 آذار 1916 وأخذ يرتقي في سلم الرتب العسكرية حتى بلغ رتبة عقيد، ثم صرف من الخدمة في 1 تموز 1950 بعد 34 سنة وأربعة أشهر في خدمة. كان القائد في سلك الدرك اللبناني، ومن رفاق كمال جنبلاط في تأسيس الحزب التقدمي الإشتراكي. أحرز أثناء وجوده في خدمة قوى الأمن الداخلي عدداً من الأوسمة وكتب التقدير. له مؤلفات ومحاضرات في شتى مجالات.

## سيرته
ولد أسد بك بن ملحم جمال في عبيه في 18 أيلول 1895 وتلقى علومه الأولية في المدارس المحلية ثم في المدرسة الحميدية في كفر متى، واضطر إلى الانصراف إلى العمل فبدأ حياته كاتباً في محل تجاري في بيروت سنة 1912، ثم تطوع في سلك الدرك في أول آذار سنة 1916 وتولی تعليم ضباط الصف، وتولى أيضاً وظيفة كاتب في هيئة الطابور، ورئيس الشرطة العسكرية، ورئيس مخفر بعبدا، وأخذ يرتقي في سلم الرتب العسكرية حتى بلغ رتبة عقيد، ثم صرف من الخدمة لبلوغه السن القانونية في أول تموز 1950 بعد خدمة 34 سنة وأربعة أشهر وقد قام خلال هذه المدة بمهام قيادة كتائب الدرك، والمفتشية العامة، وقيادة الدرك العامة بالوكالة، ومهمة محافظ البقاع بالوكالة بالإضافة إلى قيادة الكتيبة مدة ستة أشهر في سنة 1949 وفي 1950 كان مفتشاً عاماً للدرك وقائداً لمعهد الضباط ومدارس ضباط الصف والعرفاء والأحداث في وقت واحد.
أسهم في تعديل أنظمة الدرك اللبناني بعد جلاء الفرنسيين، وألقى عدداً وافراً من المحاضرات في معهد الضباط في الطب الشرعي وفقه القانون وقانون الجزاء وأصول المحاكمات.

وفي أزمة لبنان 1958 كان حاكماً إدارياً للقطاع الأوسط في الشوف يتهم بالشؤون العمرانية والصحية والمالية والزراعية وغيرها. وفي سنواته الأخيرة عين مديراً لفرع بنك التجارة الشرقي في الشويفات، فسار به في طريق النجاح والازدهار.

## وفاته
توفي في 21 نيسان 1963 في الشويفات ودفن في مأتم حافل في مسقط رأسه عبيه.

## مؤلفاته
ألفّ كتاباً عن تاريخ الماسونية طبع مرتين وأسهم في وضع دستور الحزب التقدمي الاشتراكي ونظامه الداخلي، والنظام الأساسي لرابطة قدماء القوى المسلحة، وحاضر وكتب في مواضيع علمية واجتماعية وتربوية ومسلكية وخصوصاً في مجلة الجندي. 
صدر بعد وفاته كتاب باسم العقيد أسد جمال مفكر وأديب في 1964 قدم له كمال جنبلاط. يقول محمد خليل الباشا في معجم أعلام الدروز في لبنان «وربما كان أول من كتب في لبنان عن القنبلة الذرية وذلك في اليوم الثاني لقصف هيروشيما، وكان هذا البحث مجهولاً حتی عند معظم العلماء وعند ضباط أركان الحرب.»

## الأوسمة
أحرز أسد بك أثناء وجوده في خدمة الدرك اللبناني عدداً من الأوسمة وكتب التقدير منها الاستحقاق اللبناني ذو السعف مرتين، والاستحقاق اللبناني المذهب، والصليب الحربي ثلاث مرات، وميدالية فلسطين ووسام الأرز الوطني.